# Louis Barthou

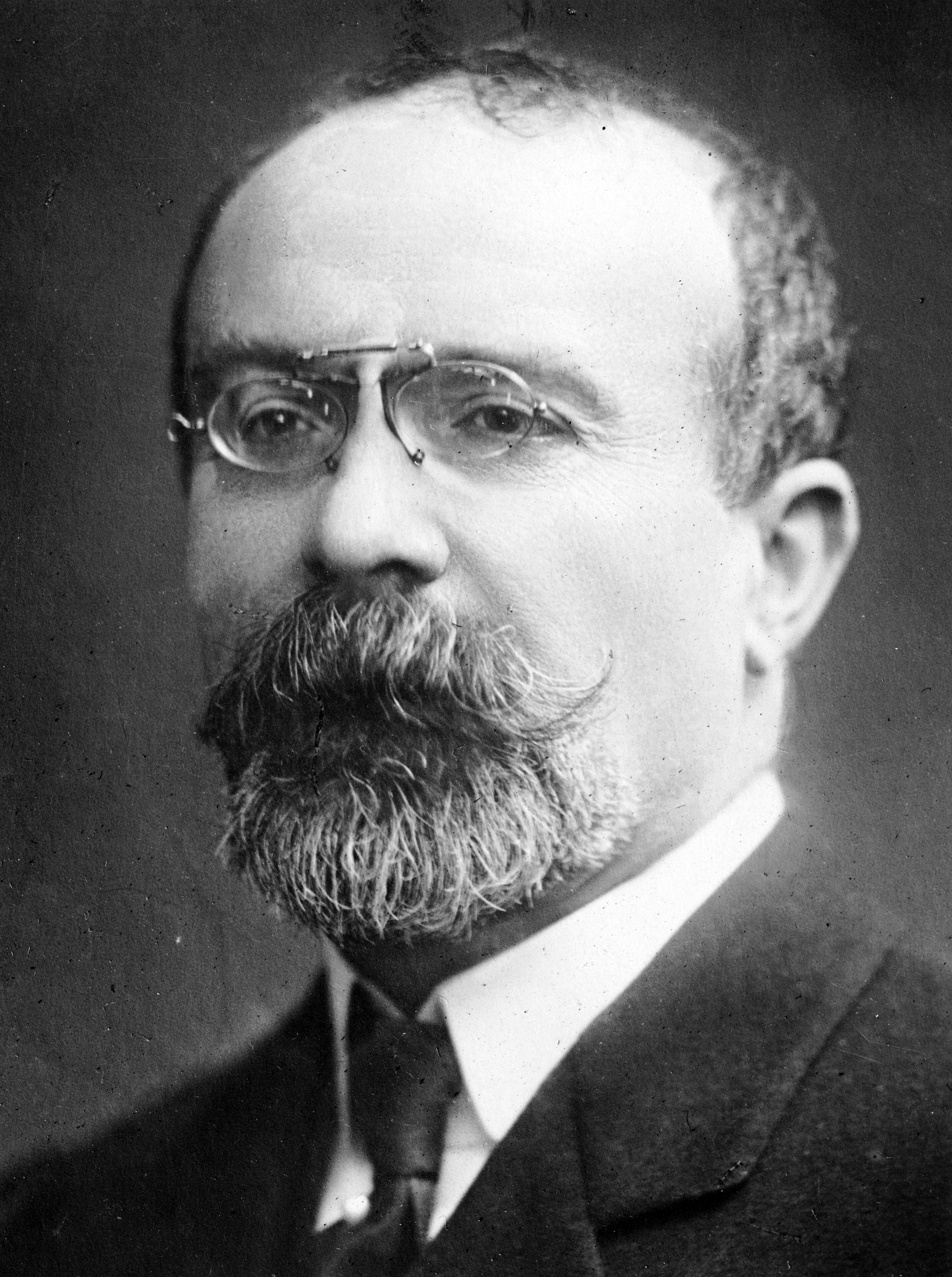
Louis Barthou

Jean Louis Firmin Barthou (Oloron-Sainte-Marie, 25 augustus 1862 – Marseille, 9 oktober 1934) was een gematigd republikeins politicus die vanaf de jaren 1890 tot zijn dood belangrijke Frans ministerposten bekleedde. Barthou was naast politicus ook historicus en schrijver.

## Levensloop
Barthou groeide op in een bescheiden milieu. Hij studeerde rechten in Bordeaux en Parijs en werd advocaat te Pau. Daarnaast was hij geïnteresseerd in journalistiek en politiek.

## Politieke loopbaan
Barthou werd op zijn 27e verkozen in de Franse Nationale Vergadering als afgevaardigde voor Basses-Pyrénées (1889). Later werd hij verkozen in de Senaat.
Van 1894 tot 1895 was hij minister van Openbare Werken in het kabinet-Dupuy. Was daarna minister van Justitie van 1896 tot 1898 en tussen 1906 en 1913.
In maart 1913 werd hij — na de val van de regering-Briand — minister-president. In die hoedanigheid voerde hij de driejarige dienstplicht in en versterkte de vestingwerken. In december 1913 kwam zijn kabinet ten val. Gedurende de Eerste Wereldoorlog was hij minister van Buitenlandse Zaken (1917). Na de oorlog was hij onder andere minister van Oorlog, van Elzas-Lotharingen en Justitie. Van 1922 tot 1926 was hij tevens lid van de herstelcommissie die verantwoordelijk was voor de wederopbouw van Frankrijk na de Eerste Wereldoorlog. 
In 1934 werd hij opnieuw minister van Buitenlandse Zaken in het kabinet-Doumergue. In die functie reisde hij door Europa om een eventueel pact te sluiten om de groeiende Duitse agressie (Hitler) tegen te gaan. Hij verbeterde ook de relaties met het Verenigd Koninkrijk en de Sovjet-Unie. Hij trachtte ook de relatie met fascistisch Italië te verbeteren.

## Moord
Tijdens het staatsbezoek van koning Alexander I van Joegoslavië aan Frankrijk werd hij samen met zijn gast vermoord. De Bulgaar Vlado Tsjernozemski, die handelde in opdracht van de Macedonische IMRO van Ivan Mihailov en de Kroatische Ustašabeweging van Ante Pavelić, schoot op hen terwijl zij in een open auto door Marseille reden. Uit nader onderzoek waarvan de resultaten pas in 1976 openbaar werden gemaakt, bleek dat Barthou overleden is door een kogel uit een politiewapen. De conclusie luidde dat Barthou het slachtoffer was geworden van de consternatie die rond de aanslag ontstond. 

## Eerbewijzen
In 1913 werd Barthou erelid van de Société Nationale des Beaux-Arts. In 1918 werd Barthou verkozen tot lid van de Académie française. 
- Bibsys: 90243776
- Biblioteca Nacional de España: XX1199529
- Bibliothèque nationale de France: cb12165167m (data)
- CiNii: DA05254877
- Gemeinsame Normdatei: 119069954
- International Standard Name Identifier: 0000 0001 1028 8501
- Library of Congress Control Number: n85152813
- Nationale Bibliotheek van Tsjechië: kup19950000004851
- Nationale bibliotheek van Australië: 35014619
- Nationale Bibliotheek van Israël: 987007258364405171
- Nationale Bibliotheek van Polen: a0000001053608
- Nationale en Universitaire bibliotheek Zagreb: 000773717
- Nederlandse Thesaurus van Auteursnamen: 069937559
- SNAC: w6v42q5n
- Système universitaire de documentation: 059396008
- Trove: 790501
- Virtual International Authority File: 68969578
- WorldCat: E39PBJvHdBPRhfByTXt4cTyyBP